# Rue Jadin
La rue Jadin est une voie du 17e arrondissement de Paris, en France.

## Situation et accès
La rue Jadin est une voie publique située dans le 17e arrondissement de Paris. Elle débute au 39, rue de Chazelles et se termine au 34, rue Médéric.

## Origine du nom
Elle porte le nom du peintre animalier Louis Godefroy Jadin (1805-1882), fils du compositeur Louis Emmanuel Jadin (1768-1853), propriétaire des terrains.

## Historique
Cette rue est ouverte sur l'ancienne commune des Batignolles en 1846, sur les terrains du peintre Louis Godefroy Jadin puis est classée dans la voirie parisienne par décret du 31 janvier 1890.

## Lieux de mémoire
- No 5 bis : le peintre et graveur Marcel Roche (1890-1959) y vécut. L'intérieur de son atelier nous est restitué par une aquatinte de Claude Breton dont des exemplaires sont conservés par le cabinet des estampes de la Bibliothèque nationale de France et par le musée d'Art moderne de Paris.
- No 12 : ambassade du Rwanda en France jusqu'en 2024.